# Bronxville
Bronxville és una població dels Estats Units a l'estat de Nova York. Segons el cens del 2000 tenia 6.543 habitants.

## Demografia
Segons el cens del 2000, Bronxville tenia 6.543 habitants, 2.312 habitatges, i 1.660 famílies. La densitat de població era de 2.659,2 habitants/km².
Dels 2.312 habitatges en un 40,8% hi vivien nens de menys de 18 anys, en un 64,4% hi vivien parelles casades, en un 6,2% dones solteres, i en un 28,2% no eren unitats familiars. En el 24,3% dels habitatges hi vivien persones soles l'11,4% de les quals corresponia a persones de 65 anys o més que vivien soles. El nombre mitjà de persones vivint en cada habitatge era de 2,71 i el nombre mitjà de persones que vivien en cada família era de 3,27.
Per edats la població es repartia de la següent manera: un 29,1% tenia menys de 18 anys, un 7,3% entre 18 i 24, un 25,9% entre 25 i 44, un 25,6% de 45 a 60 i un 12,2% 65 anys o més.
L'edat mediana era de 38 anys. Per cada 100 dones de 18 o més anys hi havia 82,1 homes.
La renda mediana per habitatge era de 144.940 $ i la renda mediana per família de 200.000 $. Els homes tenien una renda mediana de 100.000 $ mentre que les dones 61.184 $. La renda per capita de la població era de 89.483 $. Entorn de l'1,7% de les famílies i el 2,7% de la població estaven per davall del llindar de pobresa.

## Personatges cèlebres
- Frank Abagnale Jr., falsificador i empresari
- Don DeLillo, escriptor
- John F. Kennedy, 35è President dels Estats Units
- Lawrence Kohlberg, psicòleg
- Dennis Ritchie, científic computacional